# Hong Kong Open 2015 - Qualificazioni singolare
Le qualificazioni del singolare femminile dell'Hong Kong Open 2015 sono state un torneo di tennis preliminare per accedere alla fase finale della manifestazione. Le vincitrici dell'ultimo turno sono entrate di diritto nel tabellone principale. In caso di ritiro di una o più giocatrici aventi diritto a queste sono subentrati le lucky loser, ossia le giocatrici che hanno perso nell'ultimo turno ma che avevano una classifica più alta rispetto alle altre partecipanti che avevano comunque perso nel turno finale.

## Teste di serie
1. Ana Bogdan (qualificata)
2. Kateryna Kozlova (qualificata)
3. Laura Pous Tió (primo turno)
4. Julija Bejhel'zymer (ultimo turno, Lucky loser)
5. Miyu Katō (qualificata)
6. Jang Su-jeong (qualificata)
7. Anastasiya Komardina (ultimo turno, Lucky loser)

1. Liu Chang (ultimo turno)
2. Ankita Raina (primo turno)
3. Lee Ya-hsuan (qualificata)
4. Anastasija Rodionova (spostata nel tabellone principale)
5. Irina Ramialison (qualificata)
6. Chanel Simmonds (ultimo turno)

## Qualificate
1. Ana Bogdan
2. Kateryna Kozlova
3. Lee Ya-hsuan

1. Irina Ramialison
2. Miyu Katō
3. Jang Su-jeong

### Lucky Loser
1. Julija Bejhel'zymer

1. Anastasiya Komardina

## Tabellone

### Legenda
| - Q = Qualificato - WC = Wild card - LL = Lucky loser | - ALT = Alternate - SE = Special Exempt - PR = Protected Ranking | - w/o = Walkover - r = Ritirato - d = Squalificato |

### Sezione 1
|  | Primo turno | Primo turno     | Primo turno     | Primo turno | Primo turno |  |  | Ultimo turno | Ultimo turno    | Ultimo turno    | Ultimo turno | Ultimo turno |  |
|  |             |                 |                 |             |             |  |  |              |                 |                 |              |              |  |
|  | 1           | Ana Bogdan      | 6(1)            | 6           | 6           |  |  |              |                 |                 |              |              |  |
|  |             | Mizuno Kijima   | 7               | 4           | 1           |  |  | 1            | Ana Bogdan      | Ana Bogdan      | 6            | 6            |  |
|  | WC          | Ki Yan-tung     | Ki Yan-tung     | 2           | 0           |  |  | 13           | Chanel Simmonds | Chanel Simmonds | 3            | 2            |  |
|  | 13          | Chanel Simmonds | Chanel Simmonds | 6           | 6           |  |  |              |                 |                 |              |              |  |

### Sezione 2
|  | Primo turno | Primo turno      | Primo turno      | Primo turno | Primo turno |  |  | Ultimo turno | Ultimo turno     | Ultimo turno     | Ultimo turno | Ultimo turno |  |
|  |             |                  |                  |             |             |  |  |              |                  |                  |              |              |  |
|  | 2           | Kateryna Kozlova | Kateryna Kozlova | 6           | 6           |  |  |              |                  |                  |              |              |  |
|  | WC          | Ng Kwan-yau      | Ng Kwan-yau      | 1           | 0           |  |  | 2            | Kateryna Kozlova | Kateryna Kozlova | 6            | 6            |  |
|  | WC          | Ng Man-ying      | Ng Man-ying      | 4           | 3           |  |  | 8            | Liu Chang        | Liu Chang        | 2            | 2            |  |
|  | 8           | Liu Chang        | Liu Chang        | 6           | 6           |  |  |              |                  |                  |              |              |  |

### Sezione 3
|  | Primo turno | Primo turno    | Primo turno    | Primo turno | Primo turno |  |  | Ultimo turno | Ultimo turno  | Ultimo turno  | Ultimo turno | Ultimo turno |  |
|  |             |                |                |             |             |  |  |              |               |               |              |              |  |
|  | 3           | Laura Pous Tió | Laura Pous Tió | 0           | 3           |  |  |              |               |               |              |              |  |
|  |             | Doroteja Erić  | Doroteja Erić  | 6           | 6           |  |  |              | Doroteja Erić | Doroteja Erić | 4            | 1            |  |
|  | Alt         | Andreja Klepač | 0              | 6           | 5           |  |  | 10           | Lee Ya-hsuan  | Lee Ya-hsuan  | 6            | 6            |  |
|  | 10          | Lee Ya-hsuan   | 6              | 3           | 7           |  |  |              |               |               |              |              |  |

### Sezione 4
|  | Primo turno | Primo turno            | Primo turno            | Primo turno | Primo turno |  |  | Ultimo turno | Ultimo turno        | Ultimo turno | Ultimo turno | Ultimo turno |  |
|  |             |                        |                        |             |             |  |  |              |                     |              |              |              |  |
|  | 4           | Julija Bejhel'zymer    | Julija Bejhel'zymer    | 6           | 7           |  |  |              |                     |              |              |              |  |
|  |             | Nicha Lertpitaksinchai | Nicha Lertpitaksinchai | 2           | 63          |  |  | 4            | Julija Bejhel'zymer | 4            | 6            | 5            |  |
|  |             | Sri Peddi Reddy        | Sri Peddi Reddy        | 4           | 1           |  |  | 12           | Irina Ramialison    | 6            | 2            | 7            |  |
|  | 12          | Irina Ramialison       | Irina Ramialison       | 6           | 6           |  |  |              |                     |              |              |              |  |

### Sezione 5
|  | Primo turno | Primo turno          | Primo turno          | Primo turno | Primo turno |  |  | Ultimo turno | Ultimo turno         | Ultimo turno         | Ultimo turno | Ultimo turno |  |
|  |             |                      |                      |             |             |  |  |              |                      |                      |              |              |  |
|  | 5           | Miyu Katō            | Miyu Katō            | 6           | 6           |  |  |              |                      |                      |              |              |  |
|  | WC          | Wu Ho-ching          | Wu Ho-ching          | 3           | 1           |  |  | 5            | Miyu Katō            | Miyu Katō            | 7            | 6            |  |
|  | WC          | Shao Yijia           | Shao Yijia           | 2           | 3           |  |  | 7            | Anastasiya Komardina | Anastasiya Komardina | 5            | 0            |  |
|  | 7           | Anastasiya Komardina | Anastasiya Komardina | 6           | 6           |  |  |              |                      |                      |              |              |  |

### Sezione 6
|  | Primo turno | Primo turno        | Primo turno | Primo turno | Primo turno |  |  | Ultimo turno | Ultimo turno       | Ultimo turno       | Ultimo turno | Ultimo turno |  |
|  |             |                    |             |             |             |  |  |              |                    |                    |              |              |  |
|  | 6           | Jang Su-jeong      | 6           | 4           | 6           |  |  |              |                    |                    |              |              |  |
|  |             | Silvia Njirić      | 1           | 6           | 0           |  |  | 6            | Jang Su-jeong      | Jang Su-jeong      | 6            | 6            |  |
|  |             | Peangtarn Plipuech | 1           | 6           | 6           |  |  |              | Peangtarn Plipuech | Peangtarn Plipuech | 3            | 4            |  |
|  | 9           | Ankita Raina       | 6           | 3           | 1           |  |  |              |                    |                    |              |              |  |